# Хроника Мелроза
Анналы Мельрозского монастыря (англ. Chronicle of Melrose) — составленные на латинском языке исторические записки цистерцианского монастыря в Мелрозе (Южная Шотландия). Охватывают период от 731 до 1275 года. Основаны на материалах «Церковной истории английского народа» Беды Достопочтенного, Англосаксонских хроник, «Хроники» Симеона Даремского, «Хроники» Роджера из Ховедена и анналов некоторых английских монастырей.

## Переводы на русский язык
- Анналы мельрозского монастыря / пер. В. И. Матузовой // Английские средневековые источники IX—XIII вв. — М.: Наука. 1979.